# 亞歷山大·雅蓋隆契克
亞歷山大·雅盖隆契克（波蘭語：Aleksander Jagiellonczyk；立陶宛語：Aleksandras Jogailaitis）1461年8月5日—1506年8月19日，雅盖隆王朝的波蘭國王和立陶宛大公。
亞歷山大·雅盖隆契克为波兰国王卡齐米日四世的第四子，1492年在其父死後被選為立陶宛大公。在兄长揚一世·阿爾布雷赫特国王于1501年6月17日去世後，亞歷山大在当年12月12日繼位為波蘭國王。
其在獲選為大公當年，收到克里米亞可汗的譴責函，聲稱来自基輔和切爾卡瑟的大公的子民（哥薩克人，這是該稱謂於世界史第一次出現的記錄）掠奪了一艘韃靼人的船並俘虜了上面的人，地點可能是第聶伯河下游：時亞歷山大未有疑問是否屬實，而要求邊境地區（以「烏克蘭」稱之）官員追緝並處決可能參與者，並將被劫財物交還可汗的代表。  
亞歷山大·雅盖隆契克未能有效阻止莫斯科大公伊凡三世对立陶宛的侵略，在1494年時就無奈地承認莫斯科統治者持有着「全羅斯」最高主宰等一系列的頭銜，因而失去了立陶宛大公國的一些重要領土，例如基輔附近的切爾尼戈夫。
亞歷山大繼位波蘭國王後的統治開啟了新紀元，放棄了卡齊米日四世的中央集權化改革，承認王公會議的權威性，承諾在任免重要官員時會先和會議成員協商，同時也與魯塞尼亞人（即烏克蘭人和白羅斯人）親王建立起密切關係。在其之後的立陶宛和波蘭的君主，都對莫斯科在東部的攻勢採取比卡齊米日四世更嚴肅以待的態度。